# 單腳架

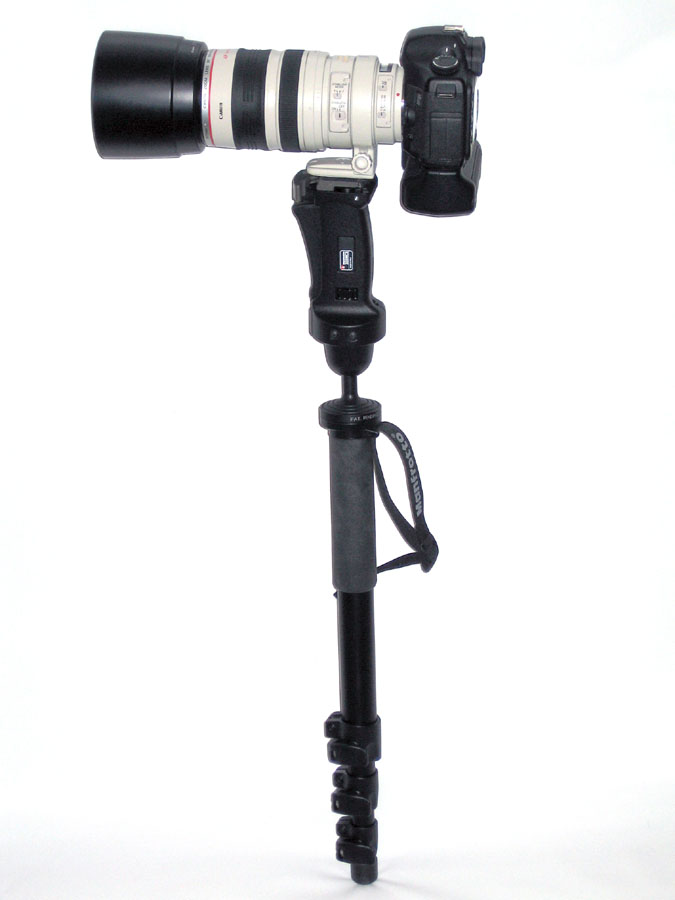
架上相機的單脚架

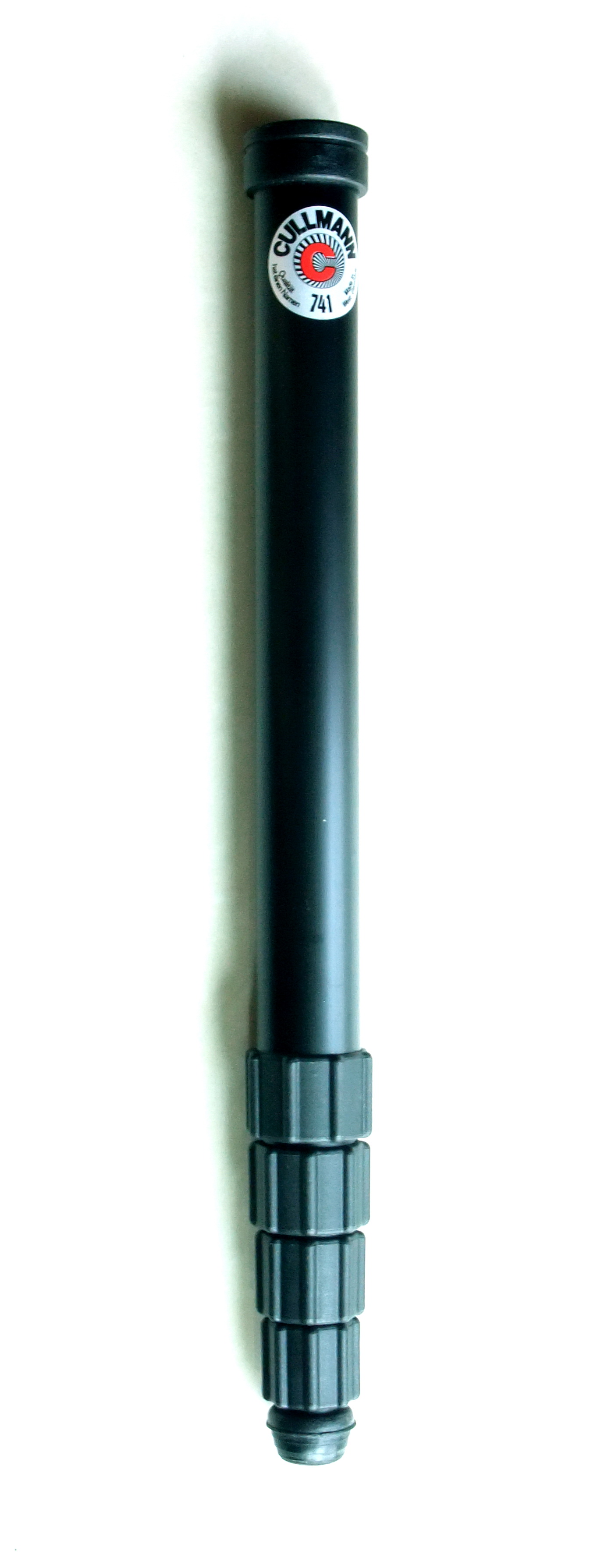
摺合時的Cullmann741五節單脚架，不設雲台，直接以1/4"螺絲連接相機

單脚架(monopod)，是腳架的一種，用作增加相機或攝影機穩定性的配件裝備。
單脚架通常以重量輕但強度較高的強化鋁合金或碳纖維為其主要材質，以單一腳管配合雲台的設計，減低在使用慢速快門或遠距鏡頭時，因手震引致照片出現模糊。腳管有分為3至5節的設計，方便摺合攜帶。
雖然單脚架並不可提供像三脚架同樣的穩定性，但其最大的優點就是攜帶上的方便性，有一些型號更可當手杖使用，此外，它比三脚架容易隨時變換拍攝方向和角度，抓拍動態對象時尤能突顯其機動的優勢。再者，它所需要的使用空間亦遠遠少於三腳架，在擠迫的環境下使用最為合適。
一些出產專業單脚架的製造商包括曼富圖（Manfrotto）、Slik及Velbon。

## 使用方法
使用單脚架時，正確的姿勢是兩腿分開站立，兩腿與單脚架相對傾斜，形成一個三脚架的狀態。拍攝時，一手操控相機，另一手則把持單脚架。此外，亦可把縮短的單脚架頂在褲子的皮帶上，再利用縮短的相機帶扣在頸項，目的是要形成一個穩定的三角結構。